# Mario Friso
Mario Friso (geb. 1983 in Spiez) ist ein Schweizer Rechtsextremist, der zuvor als Antifaschist aktiv war. Er trat im Berner Oberland als einer der führenden Neonazis in Erscheinung und war dort aktiv bei den sogenannten „Freien Kräften“. Er war zeitweise Vorstandsmitglied und Pressesprecher der Partei National Orientierter Schweizer Berner Oberland.

## Linksautonome Vergangenheit
Bis Ende 1999 war Friso noch in der Berner Antifa-Szene unterwegs. Er war mitunter Organisator des ersten „Antifaschistischen Abendspaziergangs“. Die darauf folgenden Umstände, die zum Frontenwechsel Frisos führten, sind nicht genau bekannt. In einem Interview mit der Tageszeitung Der Bund äusserte sich Friso, sein Wandel sei das Ergebnis „langer, eingehender Auseinandersetzung mit verschiedenen politischen Konzeptionen“.

## Politische Aktivitäten
2004 nahm der Extremismus im Berner Oberland eine neue Gestalt an. Der Bund Oberland zog grosses Aufsehen der Medien und der Staatsanwaltschaft auf sich, da die Berner Oberländer mit grosser Militanz auftraten. Der Aktivismus des Bundes Oberland äusserte eine enorme Judenfeindlichkeit, was sich u. a. sowohl auf der Website als auch auf Flugblättern und bei sonstigen Aktionen zeigte. Im August 2006 übernahm Mario Friso mit seinem Weggefährten Michael Haldimann den Vorsitz der PNOS Berner Oberland.
Im Februar 2007 bekleidete Friso das Amt des Pressesprechers der PNOS Bundespartei. Ende Juli 2008 legte Friso das Amt wieder nieder.

## Überregionale und internationale Kontakte
Zum Schweizer Bundesfeiertag am 1. August 2005 traf sich Friso auf dem Rütli mit Oliver Kunz, einem führenden Mitglied des Schweizer Ablegers von Blood and Honour, und Philippe Brennenstuhl, einem Westschweizer Holocaustleugner, bevor er mit den PNOS Bundesvorstandsmitgliedern die Feier frühzeitig verliess. Aus dem Hack von Frisos Mailkonto wurde ersichtlich, dass er in regem Kontakt mit bekannten Exponenten der Schweizer Hammerskins steht. Kontaktadressen von Hammerskins aus Deutschland und Frankreich fanden sich ebenso in Frisos Mailbox wieder. Des Weiteren pflegt er regen Kontakt zu Thomas Gerlach, Mitglied der Westsachsen Hammerskins, Freundeskreis Halbe und vom Kampfbund Deutscher Sozialisten (KDS).

## Fussnoten
1. ↑  Verbindungen in die Thüringer Neonazi-Szene. In: Endstation Rechts, 2. April 2013.
2. ↑  Die Geschichte der extremen Rechten in der Schweiz. In: untergrundblättle. 24. Oktober 2016, abgerufen am 26. März 2020.
3. ↑  Jetzt redet der Schweizer Neonazi Von Sandro Brotz in Schweiz am Sonntag 26. November 2011 (Archiv)
4. ↑  Neuer Mediensprecher (08.02.2007) (Memento vom 20. Februar 2007 im Internet Archive)
5. ↑  PNOS Berner Oberland: Personalwechsel im Vorstand (Memento vom 9. August 2013 im Internet Archive). 19. Juni 2009
6. ↑  Rudolf Gafner: Vom Antifa-Insider zum Pnos-Kader (Memento vom 4. März 2016 im Internet Archive). In: Solothurner Zeitung. 29. September 2006
7. ↑  PNOS Berner Oberland in Zwickau (26.10.2008) (Memento vom 11. Juli 2016 im Webarchiv archive.today)
8. ↑  Tagesschau: Rechtsextreme: Schweizer Nachrichtendienst bleibt passiv – srf.ch Tagesschau 20. November 2011, (Memento vom 21. November 2011 im Internet Archive). 20. November 2011

| Personendaten    | Personendaten             |
| ---------------- | ------------------------- |
| NAME             | Friso, Mario              |
| KURZBESCHREIBUNG | Schweizer Rechtsextremist |
| GEBURTSDATUM     | 1983                      |
| GEBURTSORT       | Spiez                     |